# Gråda kanal

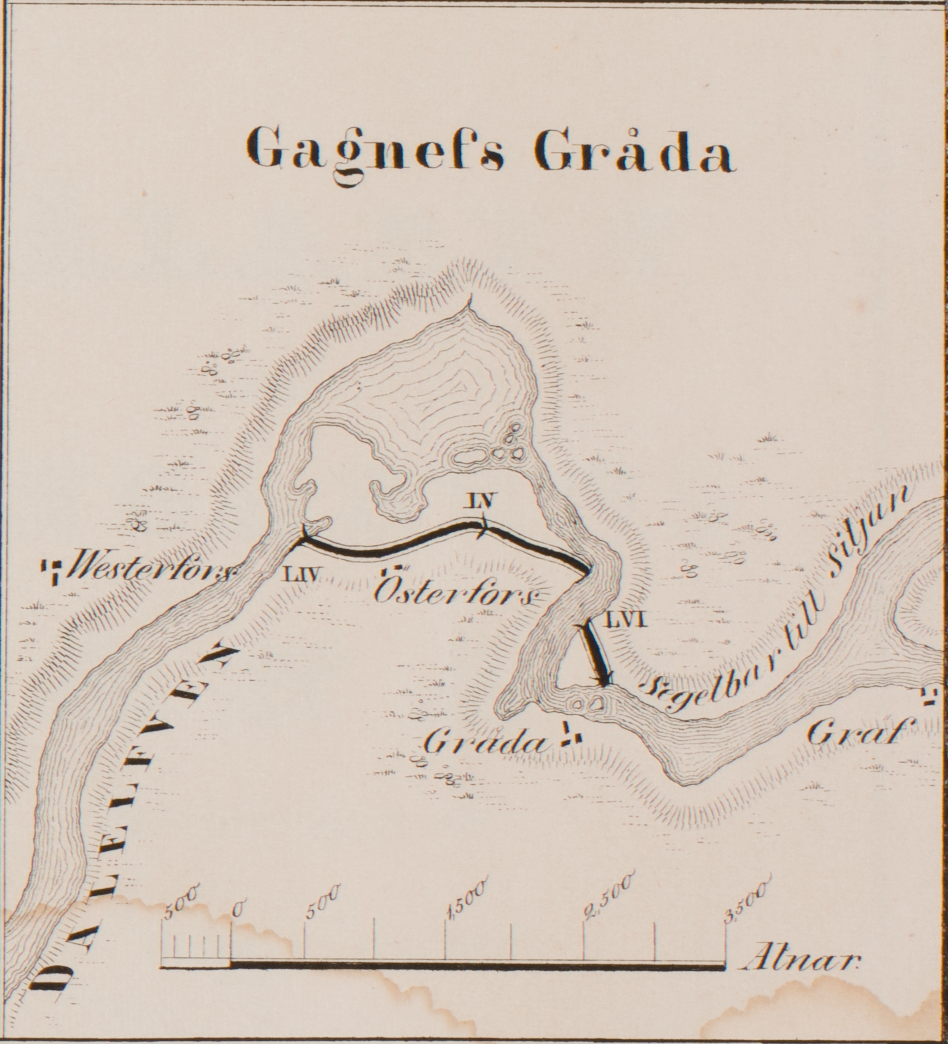
Utsnitt ut en karta från 1840 över den planerade Gråda kanal (norr = höger i kartan).

Gråda kanal (även Gråda slussar eller Gagnefs kanal) är en 1824 påbörjad, men aldrig fullbordad kanalanläggning i Gagnefs socken i Dalarna.
Syftet med Gråda kanal var att kringgå Grådaforsarna i Österdalälven (där Gråda kraftverk idag finns), och på så sätt skapa en oavbruten vattenväg från älvens segelbara del i Stora Tuna socken (Borlänge) till Siljan. Kanalen planlades och påbörjades 1824 under ledning av Erik Hagström, och även om stora resurser lades ner i början så byggde de beviljade anslagen på en glädjekalkyl och arbetet stannade av efter några år på grund av otillräckliga resurser, och 1844 var projektet helt avstannat. Efter tillkomsten av den 1884 fullbordade Siljans Järnväg (med sträckningen Borlänge-Insjön) avtog intresset för kanalen ytterligare.
De första kända ritningarna på Gråda kanal utfördes av Samuel Sohlberg 1754-1755, och består egentligen av två kanaler: en 240 meter lång kanal förbi övre Grådaforsen (Marielundsforsen)  med två slussar, och en 860 meter lång kanal förbi nedre Grådaforsen (Kvarnforsen) med tre slussar. Erik Hagströms plan, enligt vilket kanalbygget 1824-1844 kom att arbeta efter, bestod på liknande sätt av två separata kanaler: en kortare del väster om älven förbi den övre forsen med en sluss och en längre del öster om älven förbi den nedre forsen med två slussar.
Stora delar av den planerade kanalen hann grävas ut under arbetena, men slussarna färdigställdes aldrig. Den längre kanalen förbi den nedre forsen kom sedan istället att användas för timmerflottning och för att leda vatten till kvarnar. Delar av kanalen kan beskådas än idag. Den allra sydligaste delen har dock fyllts igen, och den nordligaste delen av kanalen ligger under vatten sedan dammen för Gråda kraftverk byggdes 1948-1951 (den är dock fortfarande synlig på flygbilder).

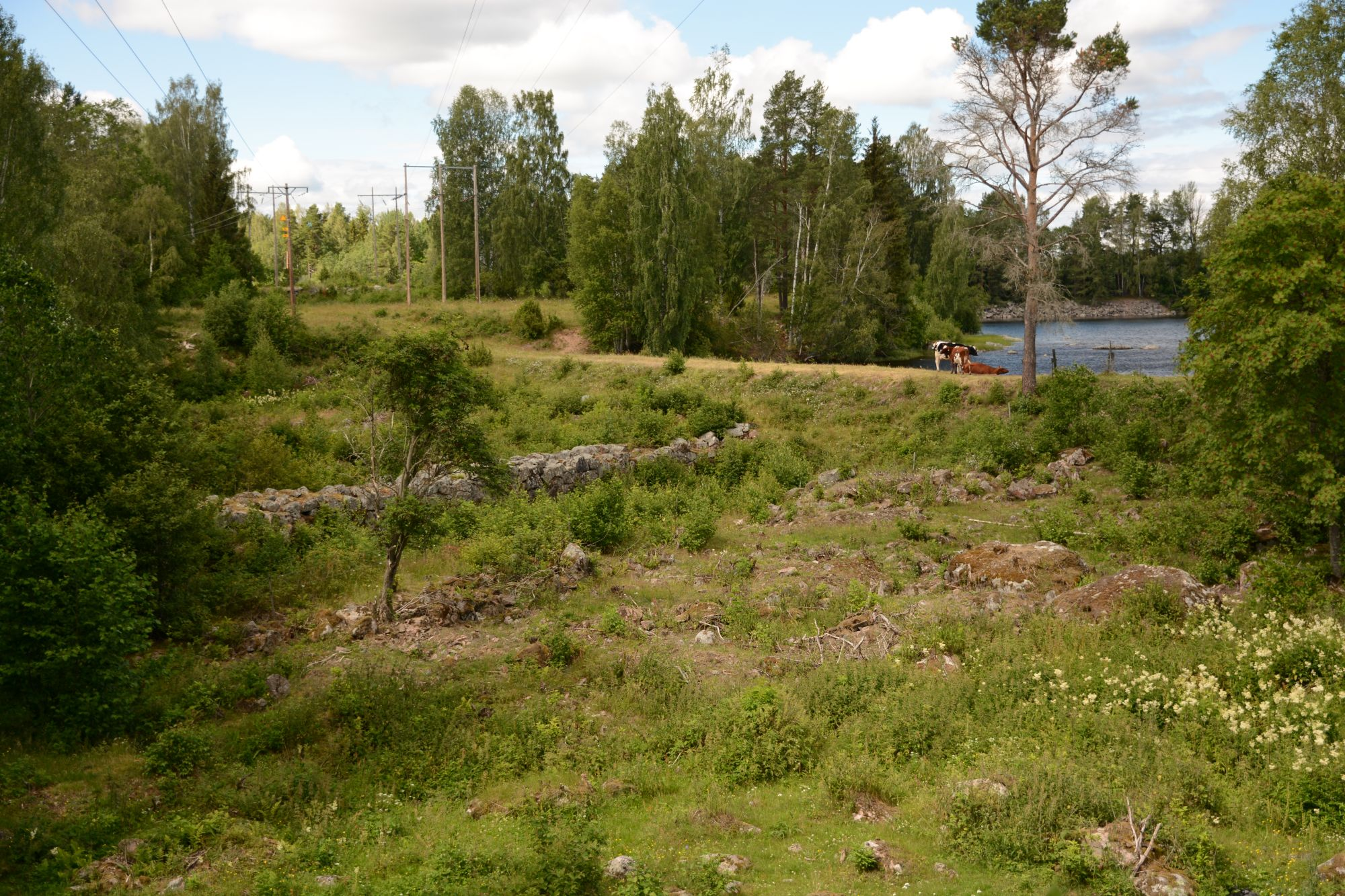
Några av lämningarna efter bygget av Gråda kanal på 1820-talet.

Intresset för Gråda kanal har återkommit under senare tid, dels som en del av det större projektet Dala kanal, men även i ett mer lokalt sammanhang med fokus på turism. I början av 00-talet presenterade Gagnefs intresseföreningen och föreningen Farled Dalarna en förstudie om "Gråda slussar", som i viss utsträckning skulle fullborda det nedlagda projektet från 1800-talet.. 2007 beviljades projektet tillstånd av Miljödomstolen, men Farled Dalarna gick i konkurs 2010..